# Etrema gainesii
Etrema gainesii é uma espécie de gastrópode do gênero Etrema, pertencente à família Clathurellidae.